# Dymasius fulvescens
Dymasius fulvescens là một loài bọ cánh cứng trong họ Cerambycidae.